# المقبرة البيزنطية
المقبرة البيزنطية يعود تاريخها إلى القرن الخامس الميلادي وتوجد في غرب مدينة نابلس شمال فلسطين. تحتوي المقبرة على تسع حجرات دفن وتحوي قبوراً منحوتة في الصخر الأبيض نحتاً فنياً جميلاً، حيث يعتقد أنها لأسرٍ غنيةٍ.

جانب من مقبرة عسكر البيزنطية